# المجلس الإقليمي ماتيه يهودا
المجلس الإقليمي ماتيه يهودا (بالعبرية: מועצה אזורית מטה יהודה‏) هو مجلس إقليمي في منطقة القدس. يضم 51,125 شخصًا حتى عام 2024. اسمه مُستمد من رواية أن أراضيه كانت جزءًا من الأرض المخصصة لقبيلة يهوذا، وفقًا للعهد القديم.

## روابط خارجية
- الموقع الرسمي باللغة العبرية